# Alexander Hoyos
Alexander Graf von Hoyos (* 13. Mai 1876 in Fiume város, heute Rijeka; † 20. Oktober 1937 in Schwertberg, Oberösterreich) war ein österreichisch-ungarischer Diplomat vor und während des Ersten Weltkrieges, der in der Julikrise eine bedeutende Rolle spielte. Insbesondere führte er die Mission Hoyos durch, deren Ergebnisse den Krieg gegen Serbien einleiteten.

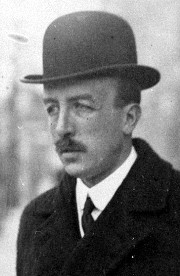
Alexander Graf von Hoyos (um 1914)

## Leben

### Familie
Hoyos entstammte dem ursprünglich spanischen Adelsgeschlecht Hoyos, das um 1525 mit dem späteren Kaiser Ferdinand I. nach Niederösterreich eingewandert war. Sein Vater Georg Graf Hoyos (1842–1904) leitete die Whitehead-Werft in Fiume, die von Robert Whitehead, Alexanders Großvater mütterlicherseits, gegründet worden war. Seine Schwester Marguerite Hoyos (1871–1945) war mit Herbert von Bismarck verheiratet.
Im Jahr 1911 erwarb Alexander Hoyos Schloss Schwertberg mit der Burgruine Windegg, die heute noch in Besitz der Familie sind. 1913 heiratete er in Paris Edmée de Loys-Chandieu (1892–1945), mit der er vier Kinder hatte. Seine Tochter Melanie (1916–1949) heiratete 1937 ihren Cousin Gottfried Graf von Bismarck-Schönhausen.

### Diplomatie
Alexander schlug die diplomatische Laufbahn ein, war ab 1900 Botschaftsattaché in Peking, Paris, Belgrad und Berlin. 1905 war er Legationsrat an der Gesandtschaft in Stuttgart, danach an der Botschaft in London.
Während der bosnischen Annexionskrise 1908 gelang es ihm in Berlin die deutsche Unterstützung für die Annexion zu erhalten. Er vertrat dabei die „aktivistische“ Politik von Außenminister Alois Lexa von Aehrenthal: Durch eine aktive äußere Politik sollte dem durch parteipolitischen Hader immobilierten Staatskörper neues Leben eingeflößt werden.
Von 1912 bis 1917 war er Legationsrat im k.u.k. Ministerium des Äußeren und Kabinettschef von Außenminister Graf Leopold Berchtold. Vor dem Krieg war er insbesondere für die polnischen und ukrainischen Angelegenheiten am Ballhausplatz zuständig.

### Julikrise und Erster Weltkrieg
Nach dem Attentat von Sarajevo empfahl Hoyos, absoluter Anhänger der Idee einer „Abrechnung“ mit Serbien, als engster Berater des Außenministers der Habsburgermonarchie „bei dieser Gelegenheit freie Hand gegen Serbien für die Zukunft“ zu sichern. Hoyos wurde am 5. Juli 1914 nach Berlin gesandt, um wie schon 1908 die ausdrückliche Unterstützung des Verbündeten zu bekommen. In Potsdam erhielten Botschafter Ladislaus de Szögyény-Marich und er am folgenden Tag von Kaiser Wilhelm und Reichskanzler Theobald von Bethmann Hollweg den berühmten „Blankoscheck“ als notwendige Rückendeckung für das Ultimatum an Serbien. Hoyos forderte am 6. Juli 1914 im Gespräch mit Unterstaatssekretär Arthur Zimmermann und Bethmann Hollweg die „völlige Aufteilung“ Serbiens, was später nach dem Protest des ungarischen Ministerpräsidenten István Tisza von Berchtold als persönliche Meinung des Grafen dargestellt wurde. In „seinem Eifer, freie Bahn für einen Eroberungskrieg zu schaffen“, gefährdete Hoyos dadurch noch den Erfolg seiner Mission.
Während der gesamten Julikrise betrachteten Hoyos und Berchtold das Eingreifen Russlands als nicht entscheidend. Hoyos war Protokollführer während der entscheidenden Ministerratssitzungen in der Julikrise und war an der Abfassung des Ultimatums an Serbien maßgeblich beteiligt.
In einer Denkschrift vom 11./12. August 1914 äußerte Hoyos Bedenken gegen eine trialistische Lösung der polnischen Frage. Das Hinzukommen eines dritten gleichberechtigten Staatsteils würde den Zusammenhalt der Monarchie noch mehr lockern. Ein Ausgleich wäre, vor allem im Bereich des Zoll- und Handelsbündnisses, beim Verfassungsrecht und dem Wehrwesen erschwert. Außerdem würde durch den Wegfall des Dualismus das dann überwiegend deutsche Österreich „naturgemäß nach Deutschland gravitieren“. Daher sprach sich Hoyos für eine Angliederung Polens direkt an Österreich aus. Cisleithanien würde bestehen aus „den innerösterreichischen Erbländern mit Mähren und Schlesien als hauptsächlich deutschen Gebieten“, Böhmen mit Minoritätenschutz der Deutschen und dem Königreich Polen. Ungarn sollte als Ausgleich für die austropolnische Lösung Bosnien-Herzegowina und Dalmatien überlassen werden.
Von 14. Februar 1917 bis zum Ende des Ersten Weltkrieges war Hoyos verantwortlicher Gesandter im norwegischen Kristiania. Nach dem Untergang der Donaumonarchie ersuchte Hoyos im Dezember 1918 um seine Pensionierung, die im Jahr darauf vollzogen wurde. In seinen späteren Aufzeichnungen betrachtete er den Erfolg der „Mission Hoyos“ wegen des Zusammenbruchs Österreichs und Deutschlands rückblickend als „unermessliches Unheil“.

## Schriften
- Der deutsch-englische Gegensatz und sein Einfluß auf die Balkanpolitik Österreich-Ungarns. Verlag de Gruyter, Berlin 1922.
- Weltenwende. Ein Vorschlag zur Lösung der Weltkrise. Verlag Jung Österreich, Wien 1931.